# تاکاشی چینن
تاکاشی چینن (به انگلیسی: Takashi Chinen) ژیمناست زادهٔ ۲۵ مارس ۱۹۶۷ میلادی اهل کشور ژاپن است.